# Shinshinotsu
Shinshinotsu (jap. 新篠津村 Shinshinotsu-mura) – wieś w Japonii, w prefekturze Hokkaido, w podprefekturze Ishikari. Według danych na rok 2020 miejscowość zamieszkiwało 3 044 mieszkańców , a gęstość zaludnienia wyniosła 39 os./km².